# Ubisoft Connect
Ubisoft Connect (anteriormente Ubisoft Game Launcher e posteriormente Uplay) é um serviço de distribuição digital, gerenciamento de direitos digitais, multiplayer e comunicações desenvolvido pela Massive Entertainment para fornecer uma experiência semelhante às conquistas/troféus oferecidos por várias outras empresas de jogos. O serviço é fornecido em várias plataformas. O Ubisoft Connect é usado exclusivamente por jogos originais da Ubisoft Entertainment e, embora alguns jogos de terceiros sejam vendidos na loja da Ubisoft, eles não usam a plataforma Ubisoft Connect.

## Recursos
O Ubisoft Connect funciona como uma combinação de um sistema de recompensa gratuito (antigo Ubisoft Club) e um sistema de perfil online para jogadores de jogos da Ubisoft. Enquanto jogam os jogos da Ubisoft, os jogadores podem completar conquistas no jogo que ganham pontos para o seu perfil. Em seguida, eles podem trocar esses pontos por conteúdo do jogo em vários jogos da Ubisoft, geralmente itens cosméticos que podem ser comprados por meio de microtransações. Os jogadores também podem manter listas de amigos que serão usadas em vários jogos para ajudar na formação de partidas ou vinculadas a determinados recursos do jogo.
O cliente Ubisoft Connect em computadores pessoais também funciona como uma loja e uma ferramenta de gerenciamento de downloads digitais. Os jogadores podem comprar jogos da Ubisoft por meio de sua loja e gerenciar downloads e atualizações de jogos. O cliente também mantém o gerenciamento de direitos digitais (DRM) para os jogos da Ubisoft e deve ser executado para qualquer jogo da Ubisoft, mesmo que o jogo seja comprado em uma loja diferente, como a Steam ou a Epic Games Store.
Um serviço de assinatura opcional, o Ubisoft+ (anteriormente Uplay+), permite que os assinantes tenham acesso à biblioteca completa de jogos da Ubisoft, bem como acesso imediato aos seus jogos mais recentes e testes beta fechados para os próximos jogos.

## Histórico

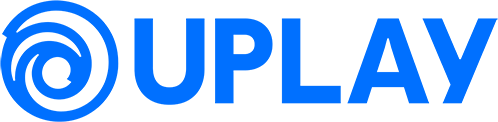
O antigo logotipo da Uplay

O sistema de recompensas Uplay foi introduzido pela primeira vez junto com o lançamento de Assassin's Creed II, em 17 de novembro de 2009. O sistema de recompensas Uplay permitia que os jogadores se conectassem com outros jogadores e ganhassem recompensas com base em conquistas em jogos habilitados para Uplay, com o CEO da Ubisoft, Yves Guillemot, declarando que "quanto mais você joga, mais produtos gratuitos você poderá ter".
Em computadores pessoais, a Ubisoft ofereceu seu Ubisoft Game Launcher para gerenciar os downloads e a atualização de seus jogos. O cliente Uplay foi introduzido em 3 de julho de 2012 para substituir o Launcher anterior, incorporando seus recursos, bem como o gerenciamento das recompensas do Uplay e uma loja digital para os jogos da Ubisoft.
Alguns jogos da Ubisoft exigiam um passe online conhecido como "Uplay Passport" para acessar o conteúdo online e multijogador. Em outubro de 2013, a Ubisoft anunciou que descontinuaria o uso de passes online em jogos futuros e disponibilizou o Uplay Passport para o Assassin's Creed IV: Black Flag sem nenhum custo.
O Uplay+, um serviço de assinatura mensal que dá ao assinante acesso total a mais de 100 jogos do catálogo da Ubisoft, incluindo acesso imediato a novos jogos e testes beta fechados, foi apresentado durante a E3 2019. O Uplay+ foi lançado em 3 de setembro de 2019 em formato beta, com expansão total no início de 2020. O serviço foi oferecido tanto por meio da loja Uplay, quanto para os usuários do Stadia.
Em outubro de 2020, o Uplay e o Ubisoft Club foram fundidos no Ubisoft Connect, que ofereceria os mesmos recursos, mas também permitiria que os jogos atuais e futuros da Ubisoft suportassem salvamentos e jogos cruzados entre plataformas e suporte para plataformas de jogos em nuvem, incluindo Stadia e Amazon Luna. No entanto, a Ubisoft disse que vários dos jogos mais antigos na biblioteca do Uplay não serão transferidos para suportar os recursos do Ubisoft Connect e, portanto, eles desbloquearam todas as recompensas do Uplay associadas a esses jogos para todos os usuários. Como parte da transição da Ubisoft do Uplay para o Ubisoft Connect, o serviço Uplay+ foi renomeado como Ubisoft+ em outubro de 2020, com sua oferta expandida para incluir a plataforma de jogos em nuvem Amazon Luna.
Em julho de 2023, a Ubisoft começou a excluir permanentemente o que considerava contas "inativas" e as bibliotecas de jogos vinculadas a essas contas.

## Ubisoft Club

O logotipo do Ubisoft Club

O Ubisoft Club (inicialmente conhecido como Uplay Club) foi introduzido em outubro de 2015, que fez a transição da maioria das facetas do sistema de recompensas do Uplay para esse programa, além de adicionar outras maneiras de os jogadores ganharem pontos para recompensas jogando jogos da Ubisoft.

Em 2020, ele foi incorporado ao Ubisoft Connect.